# Суринам на летних Олимпийских играх 2000
Суринам принимал участие в Летних Олимпийских играх 2000 года в Сиднее (Австралия) в девятый раз за свою историю, но не завоевал ни одной медали.

## Состав Олимпийской сборной Суринама

### Плавание
Спортсменов — 2
В следующий раунд на каждой дистанции проходили лучшие спортсмены по времени, независимо от места занятого в своём заплыве.
Мужчины
| Спортсмен      | Соревнование   | Предварительные заплывы | Предварительные заплывы | Полуфиналы | Полуфиналы | Финал     | Финал     |
| Спортсмен      | Соревнование   | Результат               | Место                   | Результат  | Место      | Результат | Место     |
| -------------- | -------------- | ----------------------- | ----------------------- | ---------- | ---------- | --------- | --------- |
| Майк Фун-а-Вин | 100 м на спине | 59,06                   | 48                      | Не прошёл  | Не прошёл  | Не прошёл | Не прошёл |

Женщины
| Спортсменка   | Соревнование   | Предварительные заплывы | Предварительные заплывы | Полуфиналы | Полуфиналы | Финал     | Финал     |
| Спортсменка   | Соревнование   | Результат               | Место                   | Результат  | Место      | Результат | Место     |
| ------------- | -------------- | ----------------------- | ----------------------- | ---------- | ---------- | --------- | --------- |
| Каролин Адель | 400 м комплекс | 4:57,90                 | 22                      |            |            | Не прошла | Не прошла |